# Africa Independent Television
Africa Independent Television (AIT) est une chaîne de télévision privée du Nigeria. Née en 1996 durant la période de libéralisation des ondes, elle se décline en une chaîne nationale et deux chaînes internationales émettant à destination de la diaspora. 
Média généraliste, elle diffuse principalement des séries, des films, des émissions musicales et des bulletins d'information, principalement en anglais mais également dans les principales langues vernaculaires du pays.
AIT appartient au groupe de communication Da'ar Communications, également propriétaire de plusieurs stations de radio nationales, parmi lesquelles Raypower 100.5, la première radio privée à voir le jour dans le pays. 
Le groupe a également développé une chaîne spécialisée dans le cinéma nigérian, AIT Movistar, une chaîne thématique sportive, AIT Sports, et une chaîne traitant de politique, AIT Parliamentary, toutes diffusées par satellite.
En 1999, AIT était la chaîne de télévision la plus regardée à Lagos, principal centre urbain et capitale économique du pays. Elle reste aujourd'hui l'une des plus populaires et a étendu sa diffusion à l'Europe et à l'Amérique du Nord en créant respectivement AIT International et AIT USA, diffusées sur plusieurs plates-formes satellitaires, parmi lesquelles Sky Digital en Europe. 